# L'Éternel Jugurtha
L'Éternel Jugurtha est l'œuvre majeure de Jean Amrouche publiée en 1946,.

## Structure et contenu
Dans cet essai, Jean Amrouche, auteur algérien de langue française écartelé par sa double appartenance identitaire, fait revivre l'une des figures fondatrices du roman national, Jugurtha, résistant à la domination romaine, alors que lui-même, partisan de l'indépendance de l'Algérie, souffre des relations qu'il juge décevantes entre le Maghreb et l'Occident sous la colonisation française. En 1938, il évoque déjà à la radio la figure de Jugurtha, en souhaitant qu'apparaisse « l’aube d’une civilisation planétaire où seraient harmonieusement fondues toutes les valeurs que l’homme a peu à peu tirées de la nuit ».

Dans son autoportrait sous les traits de Jugurtha, qui représente aussi non seulement les Kabyles mais tous les Maghrébins de son époque, il dépeint son enracinement africain, sa capacité de révolte, tout en critiquant l'hyperadaptabilité aux normes de l'étranger, avec des revirements incompréhensibles : 

« Jugurtha s’adapte à toutes les conditions, il s’est acoquiné à tous les conquérants ; il a parlé le punique, le latin, le grec, l’arabe, l’espagnol, l’italien, le français, négligeant de fixer par l’écriture sa propre langue ; il a adoré, avec la même passion intransigeante, tous les dieux. Il semblerait donc qu’il fût facile de le conquérir tout à fait. Mais à l’instant même où la conquête semblait achevée, Jugurtha, s’éveillant à lui-même, échappe à qui se flattait d’une ferme prise. Vous parlez à sa dépouille, à un simulacre, qui vous répond, acquiesce encore parfois ; mais l’esprit et l’âme sont ailleurs, irréductibles et sourds, appelés par une voix profonde, inexorable, et dont Jugurtha lui-même croyait qu’elle était éteinte à jamais. Il retourne à sa vraie patrie, où il entre par la porte noire du refus. »